# 賞金女王決定戦競走
賞金女王決定戦（しょうきんじょおうけっていせん）は、女性のボートレーサーによるボートレース（競艇）のGI競走の1つ。

## 概要
2011年（平成23年）1月31日に発表された、平成24年度以降のレース体系見直しの中で開催が明らかになった。女子ボートレーサーのみによって争われるG1競走としては女子王座決定戦競走に次ぐ2つ目の競走となる。同月には賞金王決定戦競走が開催されることもあり、「女性版グランプリ」とも言われる。ボートレースのSG・G1競走が新設されるのは、2000年に名人戦競走が誕生して以来12年ぶりで、21世紀に入ってからは初めてとなった。
2014年の住之江開催分より、当競走の通称名称を「クイーンズ クライマックス（QUEENS CLIMAX）」とするとともに、「プレミアムGI」にという格付けとなった。更に大会日程も大晦日（12月31日）決勝となった。2024年は史上初のナイター開催となり、公営競技グランドチャンピオン戦の『大トリ』として賞金女王決定戦が行われた。2025年もナイター開催、公営競技グランドチャンピオン戦の『大トリ』としての賞金女王決定戦が行われる予定。
開催日程や節の構成は、かつての賞金王決定戦競走に範をとっており、「賞金女王決定戦」と「賞金女王シリーズ戦」が並行して開催される。

### 出場資格
女子レーサーが対象となる。
第1選考
選考期間は当該年の1月1日から10月31日まで。
選考期間内における獲得賞金ランク上位42名を全対象選手から選抜する。
第2選考

選考期間は当該年の1月1日から「チャレンジカップ」の終了日まで。
選考期間内における獲得賞金ランク上位12名を全対象選手から第1選考の42名を除いて選抜する。
選出除外
- フライング休みが当該競走の前検日を含む開催期間と重複する場合（下記特例を除く）。
- スタート事故による選出除外となるプレミアムGI、GIおよびGIIの罰則期間が当該競走の前検日を含む開催期間と重複する場合（賞金女王シリーズ戦には出場可）。
- スタート事故による選出除外となる女子戦の罰則期間が当該競走の前検日を含む開催期間と重複する場合。
- 負傷・病気・出産等により出場を辞退した選手。
- 褒賞懲戒規程による出場停止処分を受けた選手（本戦・シリーズ戦ともに出場不可）。

特例
フライング休みが当該競走の前検日を含む開催期間と重複する場合でも、選考期間内における獲得賞金ランクが全対象選手の中で12位以内の場合は選出が継続される。
過去の特例
2022年までは、プレミアムGI、GIおよびGIIでのスタート事故による選出除外となる罰則期間が当該競走の前検日を含む開催期間と重複する場合でも、選考期間内における獲得賞金ランクが全対象選手の中で12位以内の場合は選出が継続されていた（女子戦のみが原因の場合は2024年現在も適用可否不明）。
第1選考と第2選考を合わせた54名のうち、第2選考の選考期間内における獲得賞金ランク上位12名が賞金女王決定戦に、それ以外が賞金女王シリーズ戦に出場する。

### レース構成

#### 賞金女王決定戦
賞金女王決定戦はシリーズ戦の3日目より開幕し、4日間の日程で開催される。各選手が1日1レース、3日間のトライアル競走(シリーズ3日目～5日目の第11競走および最終12競走)を行い、得点上位6名が最終日第12競走で行われる賞金女王決定戦（優勝戦）へ進出し、残りの6選手は最終日第10競走で行われる順位決定戦に回る。賞金女王決定戦（優勝戦）は、トライアル競走の結果により枠番が決められ実施される。なお、詳細については下記を参照のこと。

トライアル1走目は獲得賞金ランキングによって組の振り分けや枠番を決定。2走目と3走目は前走の着順により各組に振り分けられ、枠番は抽選により決定する。尚、抽選形式に関して第12回までは回転抽選器を使用し抽選球の色で枠番を決定していたが、第13回は抽選箱に枠番のカードが入った封筒を取り出すくじ引き形式で行われた。

なお、A組・B組のレース順は各開催競艇場の番組編成員が決定する。
| 1走目 | 1走目 | 1走目 | 1走目 | 1走目 | 1走目 | 1走目 |
| ----- | ----- | ----- | ----- | ----- | ----- | ----- |
| 枠番  | 1枠   | 2枠   | 3枠   | 4枠   | 5枠   | 6枠   |
| A組   | 2位   | 3位   | 6位   | 7位   | 10位  | 11位  |
| B組   | 1位   | 4位   | 5位   | 8位   | 9位   | 12位  |

|      | 2走目                               | 3走目                               |
| ---- | ----------------------------------- | ----------------------------------- |
| 枠番 | 抽選により決定する                  | 抽選により決定する                  |
| A組  | 前走A組1・3・5着とB組2・4・6着の6名 | 前走A組1・3・5着とB組2・4・6着の6名 |
| B組  | 前走A組2・4・6着とB組1・3・5着の6名 | 前走A組2・4・6着とB組1・3・5着の6名 |

トライアル競走の点数は下記の表により算出する。
| 得点表     | 得点表 | 得点表 | 得点表 | 得点表 | 得点表 | 得点表 |
| ---------- | ------ | ------ | ------ | ------ | ------ | ------ |
| 着順       | 1着    | 2着    | 3着    | 4着    | 5着    | 6着    |
| トライアル | 10点   | 9点    | 7点    | 6点    | 5点    | 4点    |

| 減 点 表 | 区分                                                                      | 選手責任 | 選手責任外 |
| -------- | ------------------------------------------------------------------------- | -------- | ---------- |
| 減 点 表 | 待機行動違反・失速（2回目以降）                                           | -3点     |            |
| 減 点 表 | 失格・欠場                                                                | -2点     | 0点        |
| 減 点 表 | 不良航法                                                                  | -7点     |            |
| 減 点 表 | 妨害失格・その他賞典除外に相当する違反 F・選手責任L・競技規定23条関連違反 | -10点    |            |

最終日の編成は下記の表をもってトライアル競走の結果により決定する。
| 編 成 表 | 枠番           | 1枠 | 2枠 | 3枠 | 4枠  | 5枠  | 6枠  |
| -------- | -------------- | --- | --- | --- | ---- | ---- | ---- |
| 編 成 表 | 賞金女王決定戦 | 1位 | 2位 | 3位 | 4位  | 5位  | 6位  |
| 編 成 表 | 順位決定戦     | 7位 | 8位 | 9位 | 10位 | 11位 | 12位 |

| 順位の決定方法 | 順位の決定方法                                                                        |
| -------------- | ------------------------------------------------------------------------------------- |
| 1              | 得点表、減点表に基づく合計点順に順位を決定する。                                      |
| 2              | 合計点が同一の場合は、上位着位の多い選手（最下位 着位が多い場合を含む）を上位とする。 |
| 3              | 着位数が同一の場合は、最高タイム（2周レースを除く） の速い選手を上位とする。          |
| 4              | 最高タイムが同一の場合は、抽選により決定する。                                        |

| 欠員が生じた場合について |
| --- |
| 賞金女王決定戦に欠員が生じた場合は、シリーズ戦の選手出場選出基準に基づく上位選手から補充される。ただし、第4日目の予選競走終了後にシリーズ戦の準優勝戦出場が確定した選手、第5日目の準優勝戦終了後にシリーズ戦の優勝戦出場が確定した選手および選手責任によるスタート事故をした選手は除外される。 |

使用するモーター（エンジン）は開催場が所有する勝率上位のものや、専門紙やスポーツ新聞の記者が推薦する12機が用意され、エンジンとボートの抽選は一般のファンにも公開される。

#### 賞金女王シリーズ戦
42名の女子レーサーによって通常の女子リーグ戦と同様に6日間の日程で開催。4日間の予選（初日･2日目の第1競走から最終12競走（うち初日最終12競走はドリーム戦）、及び3日目･4日目の第1競走から第10競走）を経て、5日目の第8競走から第10競走に準優勝戦、最終日の第11競走に優勝戦が行われる。
優勝すると翌年の夏に開催されるレディースチャンピオンへの優先出走権が与えられる。
賞金女王シリーズ戦は2014年まで一般戦であったが、2015年よりオールレディース戦と同じくGIII競走として開催している。この時、出場資格の基準を「当該年1月1日を起算日とし、レディースチャレンジカップ最終日までにおける賞金女王決定戦進出の12名以外の獲得賞金額上位選手」に改められた。ただし、一般戦時代でも他の一般戦とは異なり、ファンファーレは女子リーグ戦・女子王座決定戦・賞金女王決定戦と同じものを使用していた。

### 賞金・賞品など
賞金女王決定戦の優勝選手には、優勝賞金1,700万円（Boat Race振興会会長賞200万円含む）のほか、以下の賞品が贈られる。
- 日本財団会長賞：ジュエリー（1～3着）記念品（4～6着）
- オリジナルティアラ（500万円相当）[12]。

| レース名               | 出場資格          | 1着       | 2着     | 3着     | 4着     | 5着     | 6着     |
| ---------------------- | ----------------- | --------- | ------- | ------- | ------- | ------- | ------- |
| 賞金女王決定戦         | トライアル1～6位  | 1,700万円 | 780万円 | 510万円 | 370万円 | 310万円 | 250万円 |
| 順位決定戦             | トライアル7～12位 | 219万円   | 154万円 | 124万円 | 99万円  | 79万円  | 64万円  |
| トライアル             | 獲得賞金上位12名  | 37万円    | 30万円  | 24万円  | 20万円  | 17万円  | 14万円  |
| 賞金女王シリーズ優勝戦 | 各準優勝戦上位2名 | 220万円   | 102万円 | 82万円  | 68万円  | 62万円  | 60万円  |

## 歴代優勝者

### 賞金女王決定戦
出典はボートレースオフィシャルウェブサイトにあるクイーンズクライマックスの各回ページより。なお日本財団会長賞は第10回まではダイヤモンドネックレスのため、ブランド名を表記する。
| 回数 | 開催年             | 優勝戦日 | 開催場 | 優勝者     | 優勝者   | 優勝者 | 優勝者   | 優勝者 | 優勝者 | 優勝者     | 日本財団会長賞       |
| 回数 | 開催年             | 優勝戦日 | 開催場 | 選手名     | 登録番号 | 年齢   | 所属支部 | 枠番   | コース | 決まり手   | 日本財団会長賞       |
| ---- | ------------------ | -------- | ------ | ---------- | -------- | ------ | -------- | ------ | ------ | ---------- | -------------------- |
| 1    | 2012年（平成24年） | 12月16日 | 大村   | 三浦永理   | 4208     | 29     | 静岡     | 3      | 3      | まくり差し | 銀座和光             |
| 2    | 2013年（平成25年） | 12月15日 | 芦屋   | 平山智加   | 4387     | 28     | 香川     | 1      | 1      | 逃げ       | ティファニー         |
| 3    | 2014年（平成26年） | 12月31日 | 住之江 | 日高逸子   | 3188     | 53     | 福岡     | 1      | 1      | 逃げ       | カルティエ           |
| 4    | 2015年（平成27年） | 12月31日 | 福岡   | 川野芽唯   | 4433     | 29     | 福岡     | 4      | 4      | 恵まれ     | -                    |
| 5    | 2016年（平成28年） | 12月31日 | 平和島 | 松本晶恵   | 4399     | 29     | 群馬     | 1      | 1      | 逃げ       | ハリー・ウィンストン |
| 6    | 2017年（平成29年） | 12月31日 | 大村   | 遠藤エミ   | 4502     | 29     | 滋賀     | 1      | 1      | 逃げ       | ブルガリ             |
| 7    | 2018年（平成30年） | 12月31日 | 平和島 | 松本晶恵   | 4399     | 31     | 群馬     | 1      | 1      | 逃げ       | カルティエ           |
| 8    | 2019年（令和元年） | 12月31日 | 徳山   | 今井美亜   | 4611     | 29     | 福井     | 3      | 3      | まくり差し | ティファニー         |
| 9    | 2020年（令和2年）  | 12月31日 | 浜名湖 | 平高奈菜   | 4450     | 33     | 香川     | 1      | 1      | 逃げ       | ブルガリ             |
| 10   | 2021年（令和3年）  | 12月31日 | 福岡   | 田口節子   | 4050     | 40     | 岡山     | 2      | 2      | まくり     | ティファニー         |
| 11   | 2022年（令和4年）  | 12月31日 | 住之江 | 田口節子   | 4050     | 41     | 岡山     | 2      | 2      | 差し       | 純金製インゴット     |
| 12   | 2023年（令和5年）  | 12月31日 | 多摩川 | 浜田亜理沙 | 4546     | 35     | 埼玉     | 1      | 1      | 逃げ       | 純金製インゴット     |
| 13   | 2024年（令和6年）  | 12月31日 | 蒲郡   | 遠藤エミ   | 4502     | 36     | 滋賀     | 1      | 1      | 逃げ       | 純金製インゴット     |

- 所属支部欄は、第2回(2013年)までは住所で記載。
- 第4回(2015年)の日本財団会長賞は優勝戦での返還艇発生のため辞退

### 賞金女王シリーズ戦
| 回数   | 開催年             | 優勝戦日 | 開催場 | 優勝者     |
| ------ | ------------------ | -------- | ------ | ---------- |
| 第1回  | 2012年（平成24年） | 12月16日 | 大村   | 池田浩美   |
| 第2回  | 2013年（平成25年） | 12月15日 | 芦屋   | 山下友貴   |
| 第3回  | 2014年（平成26年） | 12月31日 | 住之江 | 中谷朋子   |
| 第4回  | 2015年（平成27年） | 12月31日 | 福岡   | 平山智加   |
| 第5回  | 2016年（平成28年） | 12月31日 | 平和島 | 川野芽唯   |
| 第6回  | 2017年（平成29年） | 12月31日 | 大村   | 廣中智紗衣 |
| 第7回  | 2018年（平成30年） | 12月31日 | 平和島 | 塩崎桐加   |
| 第8回  | 2019年（令和元年） | 12月31日 | 徳山   | 平田さやか |
| 第9回  | 2020年（令和2年）  | 12月31日 | 浜名湖 | 海野ゆかり |
| 第10回 | 2021年（令和3年）  | 12月31日 | 福岡   | 松尾夏海   |
| 第11回 | 2022年（令和4年）  | 12月31日 | 住之江 | 宇野弥生   |
| 第12回 | 2023年（令和5年）  | 12月31日 | 多摩川 | 西橋奈未   |
| 第13回 | 2024年（令和6年）  | 12月31日 | 蒲郡   | 勝浦真帆   |

※2020年は新型コロナウイルス（COVID-19）感染拡大防止の為、開催地・浜名湖競艇場が立地する静岡県及び愛知県・三重県・岐阜県の在住者を対象とした事前抽選による入場制限を実施。

## 開催予定
- 第14回大会 2025年（令和7年） ボートレース大村（ナイター開催）[1]
  - 12月26日 - 12月31日：クライマックスシリーズ戦
  - 12月28日 - 12月31日：クイーンズクライマックス
- 第15回大会 2026年（令和8年） ボートレース住之江（ナイター開催、箕面市主催）[15]
  - 12月26日 - 12月31日：クライマックスシリーズ戦
  - 12月28日 - 12月31日：クイーンズクライマックス